# العلاقات الفيتنامية الموريتانية
العلاقات الفيتنامية الموريتانية هي العلاقات الثنائية التي تجمع بين فيتنام وموريتانيا.

## مقارنة بين البلدين
هذه مقارنة عامة ومرجعية للدولتين:
| وجه المقارنة                                              | فيتنام           | موريتانيا                 |
| --------------------------------------------------------- | ---------------- | ------------------------- |
| المساحة (كم2)                                             | 331.69 ألف       | 1.03 مليون                |
| عدد السكان (نسمة)                                         | 94.66 مليون      | 4.42 مليون                |
| الكثافة السكانية (ن./كم²)                                 | 285.39           | 4.29                      |
| العاصمة                                                   | هانوي            | نواكشوط                   |
| اللغة الرسمية                                             | اللغة الفيتنامية | اللغة العربية، لغة فرنسية |
| العملة                                                    | دونغ فيتنامي     | أوقية موريتانية، أوقية ‏   |
| الناتج المحلي الإجمالي (بليون دولار)                      | 234.19 مليار     | 5.02 مليار                |
| الناتج المحلي الإجمالي (تعادل القوة الشرائية) بليون دولار | 553.42 مليار     |                           |
| الناتج المحلي الإجمالي الاسمي للفرد دولار أمريكي          | 2.48 ألف         |                           |
| الناتج المحلي الإجمالي للفرد دولار أمريكي                 | 5.63 ألف         | 3.91 ألف                  |
| مؤشر التنمية البشرية                                      | 0.666            | 0.506                     |
| رمز المكالمات الدولي                                      | +84              | +222                      |
| رمز الإنترنت                                              | .vn              | .mr                       |
| المنطقة الزمنية                                           | ت ع م+07:00      | 00                        |

## منظمات دولية مشتركة
يشترك البلدان في عضوية مجموعة من المنظمات الدولية، منها:
| علم المنظمة | اسم المنظمة                        | تاريخ انضمام فيتنام | تاريخ انضمام موريتانيا |
| ----------- | ---------------------------------- | ------------------- | ---------------------- |
|             | وكالة ضمان الاستثمار متعدد الأطراف | 5 أكتوبر 1994       | 8 سبتمبر 1992          |
|             | منظمة الشرطة الجنائية الدولية      | ?                   | ?                      |
|             | منظمة حظر الأسلحة الكيميائية       | ?                   | ?                      |
|             | منظمة التجارة العالمية             | 11 يناير 2007       | 31 مايو 1995           |
|             | الأمم المتحدة                      | 20 سبتمبر 1977      | 27 أكتوبر 1961         |
|             | مؤسسة التمويل الدولية              | 4 أغسطس 1967        | 29 ديسمبر 1967         |
|             | يونسكو                             | 6 يوليو 1951        | 10 يناير 1962          |
|             | مؤسسة التنمية الدولية              | 24 سبتمبر 1960      | 10 سبتمبر 1963         |
|             | البنك الدولي للإنشاء والتعمير      | 21 سبتمبر 1956      | 10 سبتمبر 1963         |
|             | الاتحاد البريدي العالمي            | ?                   | ?                      |
|             | الاتحاد الدولي للاتصالات           | 24 سبتمبر 1951      | 18 أبريل 1962          |

## وصلات خارجية
- موقع وزارة الخارجية الفيتنامية